# Bryn Nightingale
Bryn Nightingale (1981) è un giocatore di football americano australiano, che gioca come cornerback per gli Westside Steelers.